# Havenmuseum

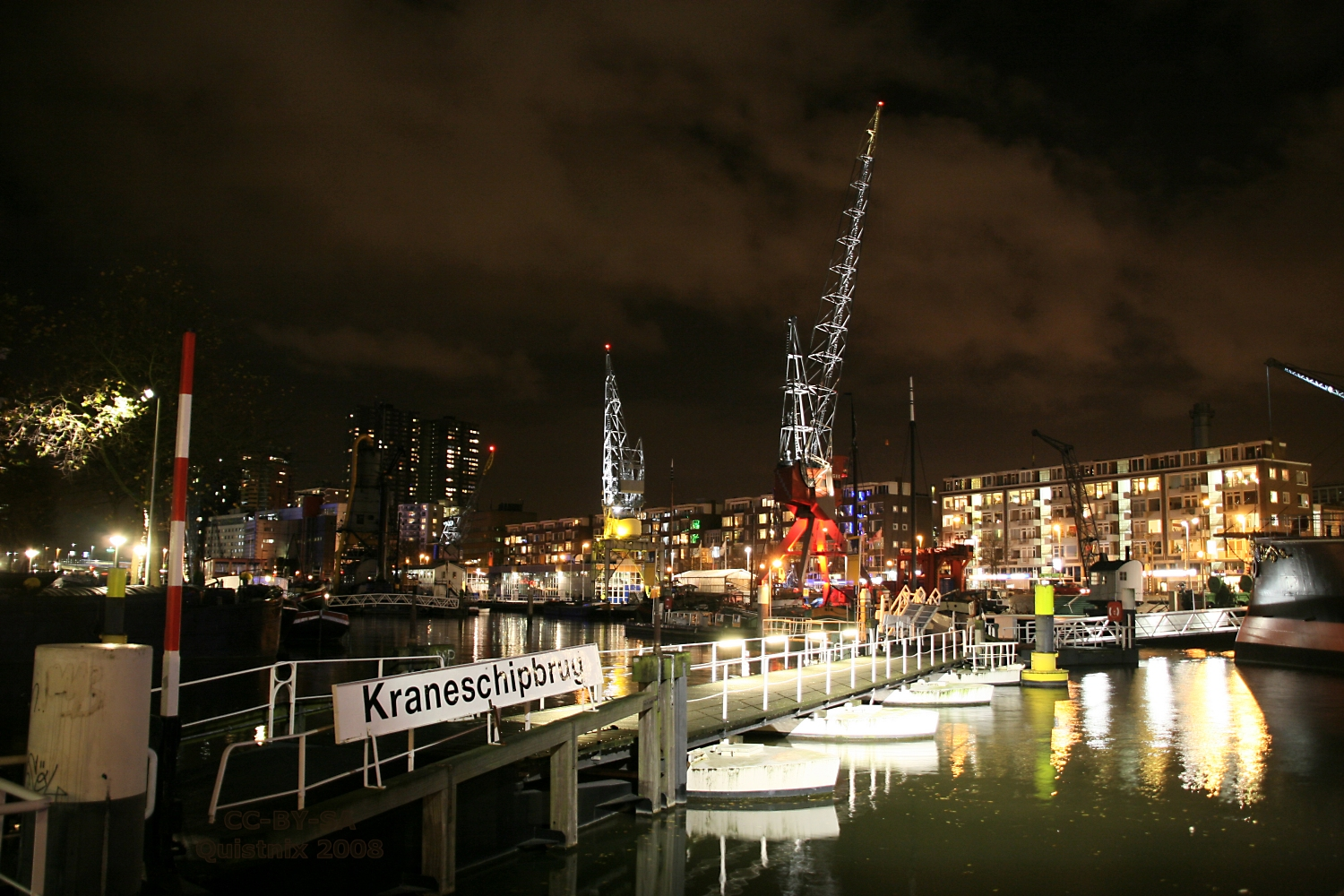
Havenmuseum van Rotterdam bij nacht

Het Havenmuseum bevindt zich in en aan de Leuvehaven in de Zuid-Hollandse stad Rotterdam. De museumcollectie omvat schepen, havenkranen en andere aan de haven gerelateerde objecten uit de periode 1850-1970. Het Havenmuseum is sinds september 2014 gefuseerd met het Maritiem Museum Rotterdam. Beide musea gaan samen onder de noemer Maritiem Museum Rotterdam. 

## Geschiedenis
Het museum is in 2002 ontstaan door samenvoeging van de Stichting Openlucht Binnenvaartmuseum (SOB) en het Maritiem Buitenmuseum. De in 1968 opgerichte SOB gaf ligplaatsen uit aan bezitters van historische schepen, terwijl het Maritiem Buitenmuseum een eigen collectie schepen had. Het Havenmuseum heeft de taak van de SOB overgenomen, terwijl het ook een uitgebreide eigen collectie schepen, scheepsbouwgereedschappen en overslagmiddelen heeft. De ligplaatsen zijn verspreid over de Oude Haven, de Wijnhaven, Delfshaven en het Haringvliet.

## Collectie
Naast diverse zeilschepen, sleepboten zoals de Havendienst 20 en Dockyard IX, bokken enz. beschikt het museum ook over een vuurtoren, een locomotor (NS 347), diverse havenkranen en een graanelevator op stoom.

## Fotogalerij

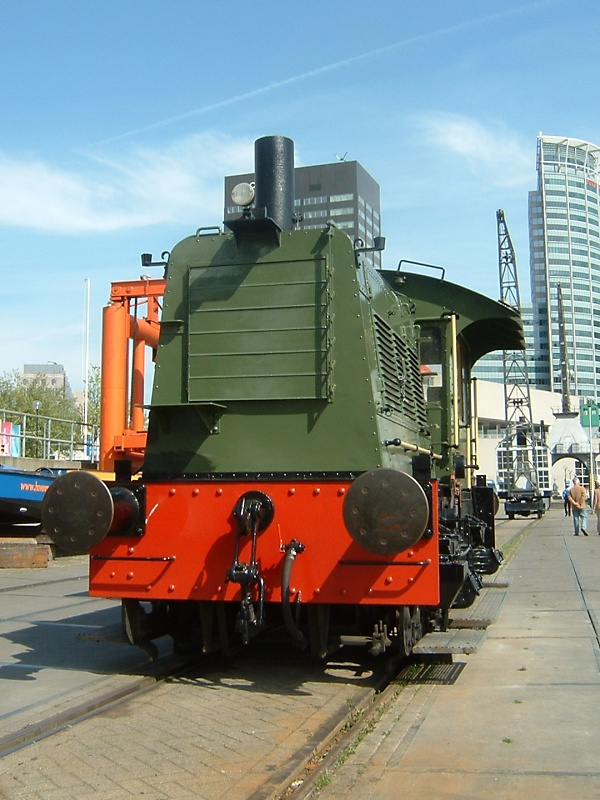
Locomotor NS 347
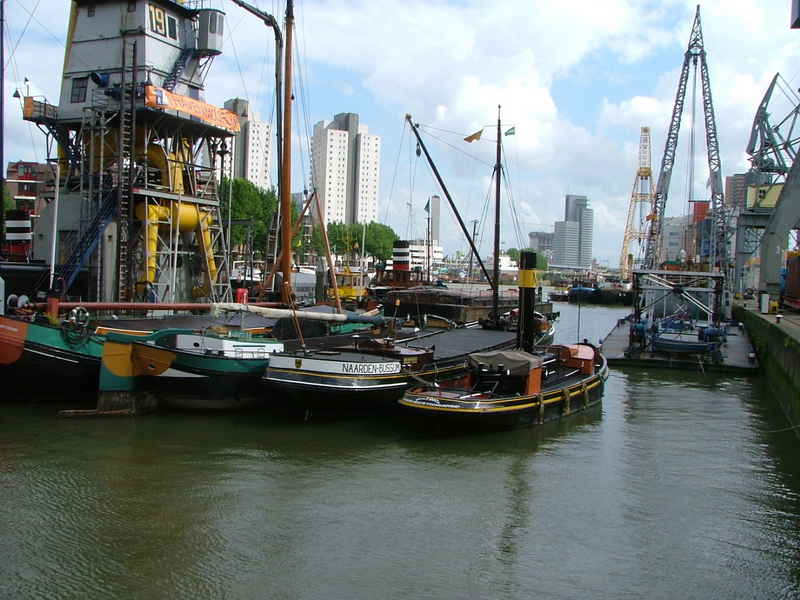
Binnenvaart
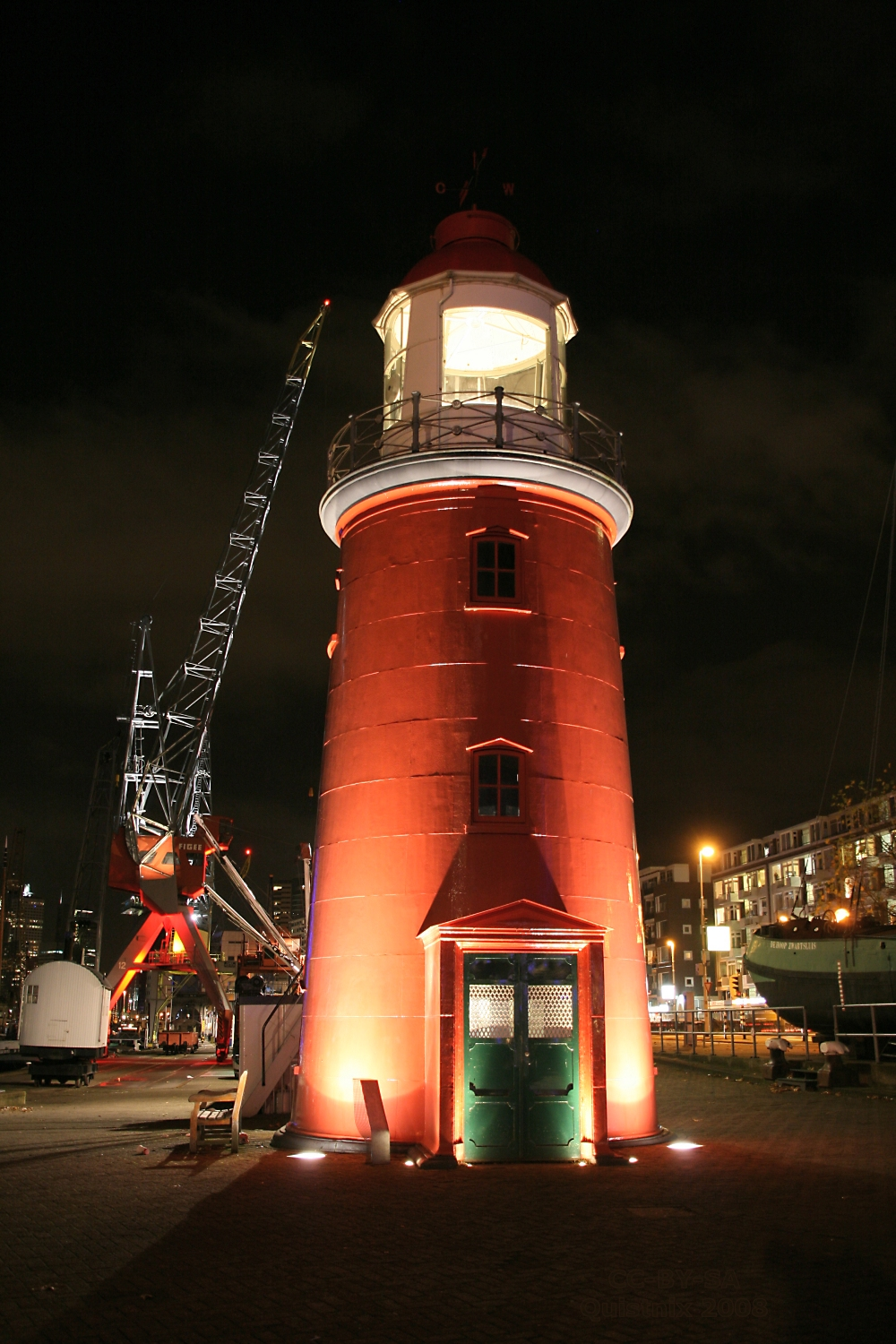
Vuurtoren
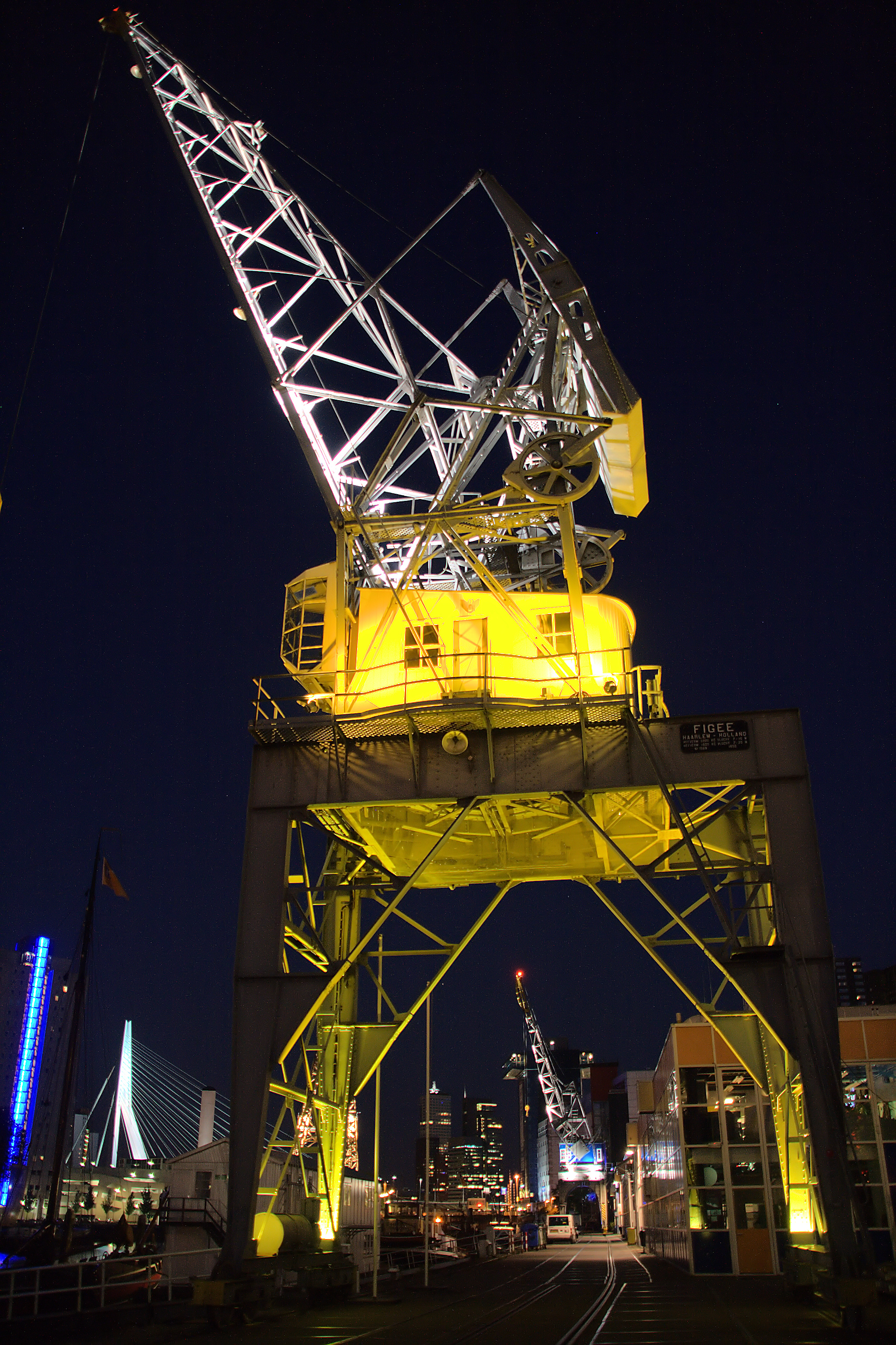
Figee havenkraan
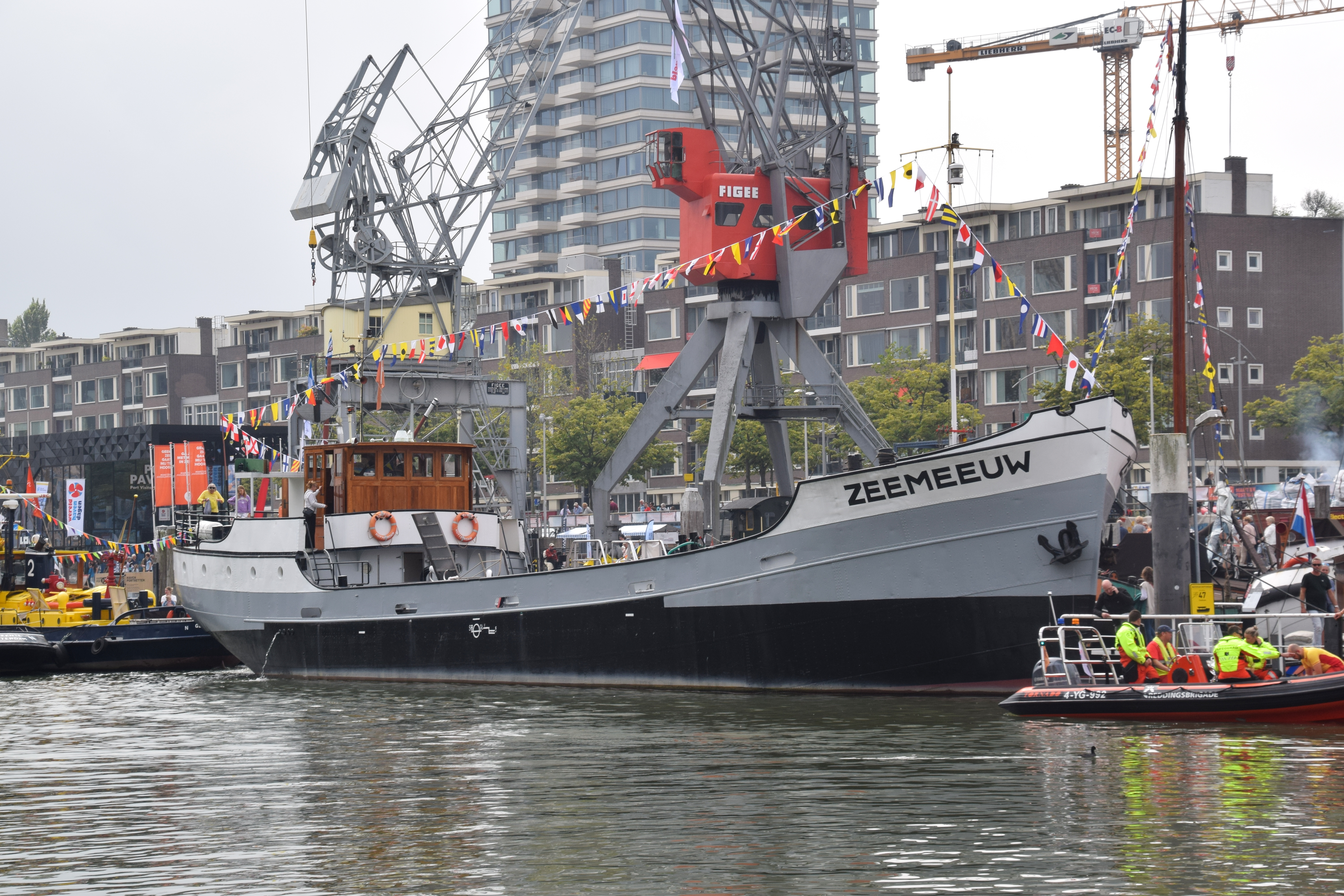
Kustvaarder Zeemeeuw
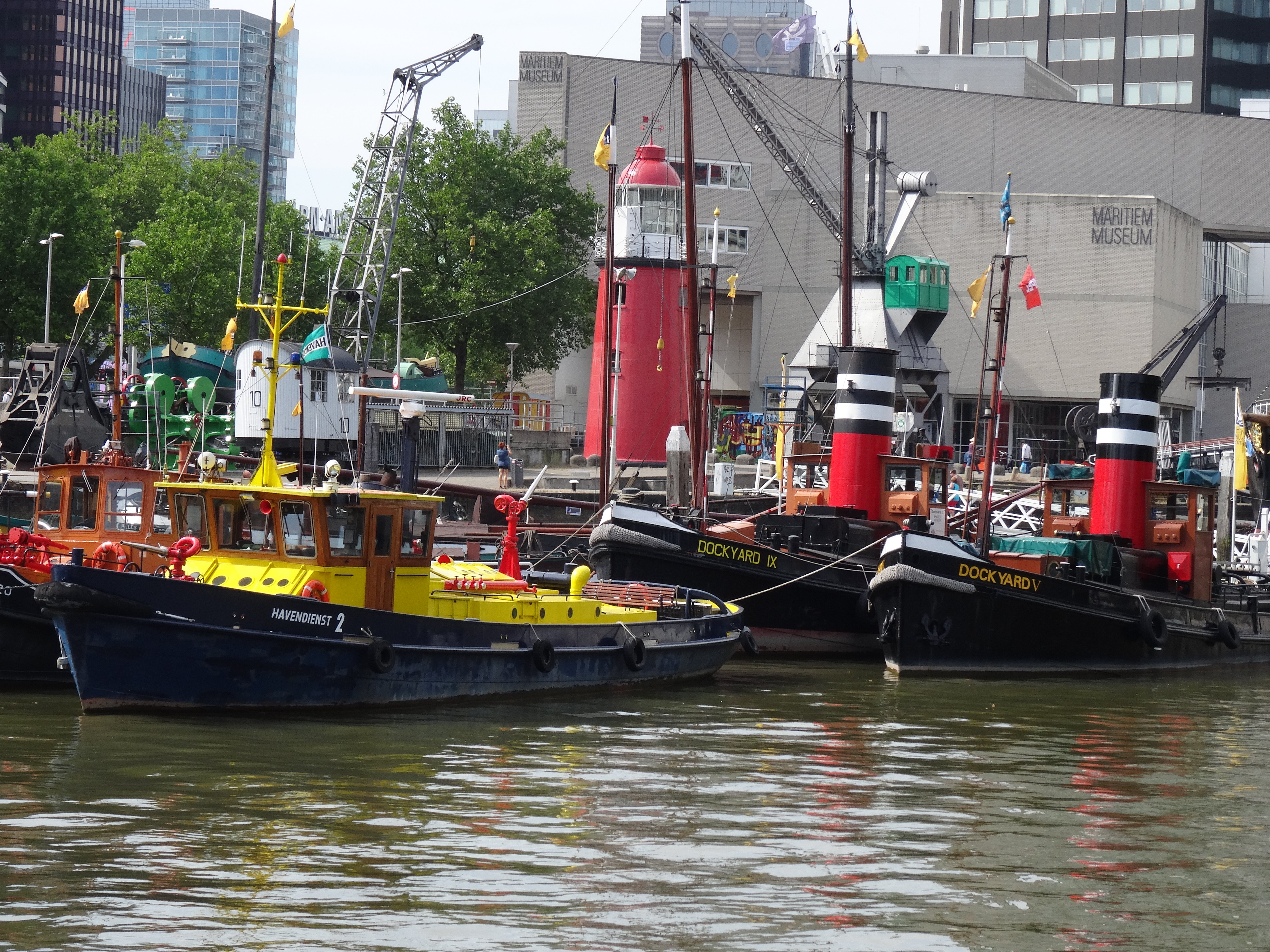
Sleepboten